# Pacifique Recording Studios
Pacifique Recording Studios är en inspelningsstudio i North Hollywood i Los Angeles. Studiorna invigdes 1984 av Joe, Ken och Vic Deranteriasian och genomgick en ombyggnad 1995. 1999 installerade Pacifique sin andra SSL-konsol, 9000 J-serien. 2003 huserade Pacifique två SSL K 9000-konsoler (96 input), vilka fortfarande är eftertraktade hos tekniker och artister som föredrar analoga bord framför digitala. Pacifique har omnämnts i tidskrifterna Billboard, Mix och Audio för dess insatser inom mixning och inspelning över de senaste 25 åren.

## Lista över guld/platina-album inspelade eller mixade vid Pacifique
- Trompe le Monde (Pixies, 1991)
- Unforgettable… with Love (Natalie Cole, 1991)
- Big Willie Style (Will Smith, 1997)
- Men in Black: The Album (1997)
- Never Say Never (Brandy, 1998)
- Cosas del Amor (Enrique Iglesias, 1998)
- Mi respuesta (Laura Pausini, 1998)
- Christina Aguilera (Christina Aguilera, 1999)
- The Writing's on the Wall (Destiny's Child,  1999)
- On the 6 (Jennifer Lopez, 1999)
- Amarte Es Un Placer (Luis Miguel, 1999)
- It Was All a Dream (Dream, 2001)
- Aaliyah (Aaliyah, 2001)
- Karma (Tarkan, 2001)
- In the Zone (Britney Spears, 2003)
- Musicology (Prince, 2004)
- Oral Fixation Vol. 2 (Shakira, 2005)
- The Dutchess (Fergie, 2006)
- Shock Value (Timbaland, 2007)
- Curtis (50 Cent, 2007)
- 808s & Heartbreak (Kanye West, 2008)
- Paper Trail (T.I., 2008)
- Before I Self Destruct (50 Cent, 2009)